# John Gordon (archevêque)
John Gordon (25 juillet 1912 - 30 janvier 1981) est un archevêque catholique romain et diplomate irlandais du Saint-Siège.

## Biographie
Gordon est né à Clarecastle et est ordonné prêtre le 7 mars 1936.
Le 10 février 1962, le pape Jean XXIII le nomme délégué apostolique en Thaïlande (en) et dans la péninsule de Malacca, ainsi qu'archevêque titulaire de Nicopolis ad Nestum (de)
Sa consécration épiscopale a lieu le 24 juin 1962. Le principal consécrateur est le cardinal Amleto Giovanni Cicognani, et les co-consécrateurs sont l'archevêque Leone Giovanni Battista Nigris (en) et l'évêque Patrick Joseph Dunne (de).
Le pape Paul VI le nomme délégué apostolique en Afrique du Nord le 27 février 1965
Le 14 juillet 1967, le pape Paul le nomme pro-nonce apostolique au Lesotho (en) et le 16 juillet 1967 délégué apostolique en Afrique du Sud
Le 11 août 1971, il est nommé pro-nonce apostolique en Inde (en)
Le 11 juin 1976, il est nommé pro-nonce apostolique aux Pays-Bas (en)

## Succession apostolique
John Gordon a ordonné les évêques suivants :
- Archevêque Ernst Heinrich Karlen, C.M.M. (1968)
- Évêque Symphorian Thomas Keeprath (de), O.F.M. Cap. (1972)
- Évêque Abraham Alangimattathil (de), S.D.B. (1973)
- Archevêque Henry Sebastian D'Souza (de) (1974)